# زامسلاگویر
زامسلاگویر (به هلندی: Zaamslagveer) یک منطقهٔ مسکونی در هلند است که در ترنئوزن واقع شده‌است. زامسلاگویر ۱۲۰ نفر جمعیت دارد.